# Lista de línguas oficiais

## Línguas oficiais de países independentes
A B C D E F G H I J K L M N O P Q R S T U V W X Y Z

Afar
- Jibuti (com árabe, francês e somaliano)

Africâner (africânder ou afrikaans):
- África do Sul (com inglês, andebele meridional, soto setentrional, sesoto, suázi, tsonga, tsuana, venda, língua xossa e zulu)
- Namíbia (com inglês)

Aimará:
- Bolívia (com espanhol, guarani e quíchua)
- Peru (com espanhol e quíchua)

Albanês:
- Albânia
- Cossovo (com sérvio)

Alemão:
- Áustria
- Alemanha
- Bélgica (com neerlandês e francês)
- Liechtenstein
- Luxemburgo (com francês e luxemburguês)
- Suíça (com francês, italiano e romanche)

Amárico
- Etiópia

Árabe:
- Arábia Saudita
- Argélia
- Barém
- Catar
- Chade (com francês)
- Comores (com comoriano e francês)
- Djibuti (com afar, francês e somaliano)
- Iémen
- Egito
- Emirados Árabes Unidos
- Eritreia (com inglês e tigrínia)
- Iraque (com curdo)
- Israel (com hebraico)
- Jordânia
- Cuaite
- Líbano
- Líbia
- Mali (com francês e tuaregue)
- Marrocos (com berbere)
- Mauritânia (com fula, soninquê e uólofe)
- Níger (com buduma, fula, gur, hauçá, canúri, songai, tamaxeque, tassauaque e tebu)
- Omã
- Palestina
- Somália (com somaliano)
- Somalilândia (com inglês e somaliano)
- Sudão (com inglês)
- Síria
- Tunísia
- República Saaraui (com espanhol)

Arménio:
- Arménia
- Artsaque

Azeri:
- Azerbaijão

Bielorrusso:
- Bielorrússia

Bengali:
- Bangladexe

Bislama:
- Vanuatu [1]

Bósnio:
- Bósnia e Herzegovina (com croata e sérvio)

Búlgaro:
- Bulgária

Canará:
- Parte da Índia (com inglês, bengali, telugu, marata, tâmil, urdu, guzarati, malaiala, oriá, punjabi, caxemira, sindi, sânscrito, num total de 23 línguas oficiais)
  - Carnataca

Cazaque:
- Cazaquistão  (com russo)

Catalão:
- Andorra

Checo:
- Chéquia

Chinês Mandarim:
- República Popular da China
  - Hong Kong (de facto cantonês e mandarim, com inglês)
  - Macau (de facto cantonês e mandarim, com português)
- República da China (Taiwan)
- Singapura (com malaio, inglês e tâmil)

Cingalês:
- Seri Lanca (com tâmil)

Coreano:
- Coreia do Norte
- Coreia do Sul

Croata
- Bósnia e Herzegovina (com bósnio e sérvio)
- Croácia

Curdo:
- Iraque (com arábe)

Dinamarquês
- Dinamarca
  - Ilhas Feroé (com feroês)

Dari:
- Afeganistão (com pachto)

Dhiveli:
- Maldivas

Dzongkha:
- Butão

Eslovaco
- Eslováquia

Esloveno:
- Eslovénia

Espanhol:
- Argentina
- Bolívia (com aimará e quíchua)
- Chile
- Colômbia
- Costa Rica
- Cuba
- República Dominicana
- Equador
- El Salvador
- Espanha
- Guiné Equatorial (com francês e português)
- Guatemala
- Honduras
- México
- Nicarágua
- Panamá
- Paraguai (com guarani)
- Peru (com quíchua)
- Porto Rico (ver Estados Unidos abaixo)
- Uruguai
- Venezuela
- República Saaraui (com árabe)

Estoniano:
- Estónia

Fijiano
- Fiji (com inglês e hindi fijiano)

Filipino:
- Filipinas (com inglês)

Finlandês ou finês:
- Finlândia (com sueco)

Francês:
- Bélgica (com neerlandês e alemão)
- Benim
- Burquina Fasso
- Burundi (com kirundi)
- Camarões (com inglês)
- Canadá (na federação, com inglês)
- República Centro-Africana
- Chade (com árabe)
- Comores (com árabe e comorense)
- Congo, Congo-Brazavile
- República Democrática do Congo, Congo-Quinxassa
- Costa do Marfim
- Djibuti (com árabe)
- Guiné Equatorial (com espanhol e português)
- França
- Gabão
- Guiné
- Haiti (com crioulo haitiano)
- Parte da Itália
  - Vale de Aosta (com italiano)
- Luxemburgo (com alemão e luxemburguês)
- Madagáscar (com malgaxe)
- Mali
- Maurícia (com inglês)
- Mónaco
- Níger (com hauçá e tuaregue)
- Ruanda (com inglês e quiniaruanda)
- Senegal
- Seicheles (com inglês)
- Suíça (com alemão, italiano e reto-romance)
- Togo
- Vanuatu (com Bislama e inglês)

Frísio ocidental:
- Países Baixos (com neerlandês)

Georgiano:
- Geórgia

Grego:
- Grécia
- Chipre (com turco)

Guarani
- Paraguai (com espanhol)

Crioulo haitiano:
- Haiti (com francês)

Hebreu ou hebraico:
- Israel (com árabe)

Hindi
- Índia (com inglês)

Fiji hindi
- Fiji (com inglês e Fijiano)

Hiri motu:
- Papua-Nova Guiné (com inglês e tok pisin)

Húngaro:
- Hungria

Indonésio:
- Indonésia

Inglês:
- África do Sul (com africâner, andebele meridional, SeSotho do norte, SeSotho do sul, suázi, tsonga, tsuana, venda, xhosa e zulu)
- Austrália
- Bahamas
- Belize
- Botsuana
- Canadá (na federação com francês)
- Estados Unidos (de facto)
- Fiji (com hindi fijiano e fijiano)
- Filipinas (porém, a língua nacional é o filipino)
- Gâmbia
- Guiana
- Índia (com hindi)
- Quénia (com suaíli)
- Quiribáti
- Nigéria
- Irlanda (com irlandês)
- Namíbia
- Nova Zelândia (com maori)
- Palau com palauense
- Papua-Nova Guiné (com tok pisin e hiri motu)
- Paquistão com Urdu
- Reino Unido
- Singapura (com malaio, tâmil e chinês)
- Trindade e Tobago
- Zâmbia

Irlandês
- Irlanda (com inglês)

Italiano:
- Itália (com alemão, francês, ladino e sardo, em algumas províncias)
- Suíça (com alemão, francês, e reto-romance)
  - Ticino
  - Grisões (com alemão e reto-romance)
- São Marino
- Vaticano (com latim)
- Parte da Croácia
  - Ístria (com croata)
- Parte da Eslovénia
  - Municípios de Izola, Koper e Piran (com esloveno)

Japonês:
- Japão

Laociano:
- Laos

Latim:
- Santa Sé (Cidade do Vaticano)

Letão:
- Letónia

Lituano:
- Lituânia

Macedônio:
- Macedônia do Norte

Malaio:
- Malásia
- Brunei
- Singapura (com inglês, tâmil e chinês)

Malaiala:
- Parte da Índia (com inglês, bengali, canará, telugu, marata, tâmil, urdu, guzarati, oriá, punjabi, caxemira, sindi, sânscrito, num total de 23 línguas oficiais)
  - Querala
  - Lakshadweep

Maori:
- Nova Zelândia (com inglês)

Marata:
- Parte da Índia (com inglês, bengali, canará, telugu, tâmil, urdu, guzarati, malaiala, oriá, punjabi, caxemira, sindi, sânscrito, num total de 23 línguas oficiais)
  - Maarastra

Moldávio (segundo alguns nacionalistas, trata-se de uma língua separada do romeno; o que não merece a concordância da maioria dos linguistas):
- Moldávia

Mongol
- Mongólia

Neerlandês:
- Bélgica (com francês e alemão)
- Países Baixos (com frísio ocidental)
- Suriname
- Aruba
- Curaçau
- São Martinho

Andebele meridional:
- África do Sul (com africâner, inglês, SeSotho do norte, sotho, suázi, tsonga, tswana, venda, xhosa, zulu)

Nepalês:
- Nepal

Soto setentrional:
- África do Sul (com africâner, inglês, andebele meridional, Sotho, suázi, Tsonga, Tswana, Venda, Xhosa, zulu)

Norueguês:
- Noruega (duas formas oficiais escritas - Bokmål e Nynorsk)

Oriá:
- Parte da Índia (com inglês, bengali, canará, telugu, marata, tâmil, urdu, guzarati, malaiala, punjabi, caxemira, sindi, sânscrito, num total de 23 línguas oficiais)
  - Orissa

Pachto:
- Afeganistão (com persa dari)

Palauense
- Palau (com inglês)

Persa:
- Irão
- Afeganistão (chamada persa dari no Afeganistão) (com pachto)
- Tajiquistão (chamada persa tadjique no Tadjiquistão)

Polonês ou Polaco:
- Polónia

Português:
- Angola
- Brasil
- Cabo Verde
- Guiné-Bissau
- Guiné Equatorial (com espanhol e francês)
- parte da República Popular da China
  - Macau (com chinês)
- Moçambique
- Portugal
- São Tomé e Príncipe
- Timor-Leste (com tétum)

Punjabi:
- Parte da Índia (com inglês, bengali, canará, telugu, marata, tâmil, urdu, guzarati, malaiala, oriá, caxemira, sindi, sânscrito, num total de 23 línguas oficiais)
  - Punjabe

Quemer:
- Camboja

Quíchua
- Bolívia (com espanhol e aimará)
- Peru (com espanhol e aimará)

Quirguiz:
- Quirguistão (com russo)
- parte da República Popular da China
  - Prefeitura autônoma de Kizilsu (com Chinês mandarim)

Romeno:
- Moldova (conhecido localmente como moldovo que, segundo alguns nacionalistas, é uma língua separada do romeno; o que não merece a concordância da maioria dos linguistas)
- Roménia

Romanche:
- Suíça (com alemão, francês, e italiano)
  - Grisões (com alemão e italiano)

Russo:
- Bielorrússia (com bielorrusso)
- Cazaquistão (com cazaque)
- Quirguizistão (com quirguiz)
- Rússia

Sérvio:
- Bósnia e Herzegovina (com bósnio, croata)
- Sérvia
- Montenegro (com montenegrino)

Somali:
- Somália

Soto:
- África do Sul (com africâner, inglês, andebele meridional, Sotho setentrional, suázi, Tsonga, Tsuana, Venda, Xhosa, zulu)

Suaíli:
- Quénia (com inglês)
- Ruanda (com francês, inglês e quiniaruanda)
- Tanzânia
- Uganda (com inglês)

Suázi:
- Essuatíni (com inglês)
- África do Sul (com africâner, inglês, andebele meridional, Sotho setentrional, Sotho, Tsonga, Tswana, Venda, Xhosa, zulu)

Sueco:
- Suécia
- Finlândia

Tajique:
- Tajiquistão

Tâmil:
- Singapura (com Malaio, inglês and chinês)
- Seri Lanca (com cingalês)

Tétum:
- Timor-Leste (com português)

Tai:
- Tailândia

Tok Pisin:
- Papua-Nova Guiné (com inglês e Motu)

Tsonga:
- África do Sul (com africâner, inglês, andebele meridional, Sotho setentrional, Sotho, suázi, Tswana, Venda, Xhosa, zulu)

Tsuana:
- África do Sul (com africâner, inglês, andebele meridional, Sotho setentrional, Sotho, suázi, Tsonga, Venda, Xhosa, zulu)

Turco:
- Turquia
- Chipre (com grego)

Turcomeno:
- Turquemenistão

Ucraniano:
- Ucrânia

Urdu:
- Paquistão com inglês

Uzbeque:
- Uzbequistão

Venda:
- África do Sul (com africâner, inglês, andebele meridional, Sotho setentrional, Sotho, suázi, Tsonga, Tswana, Xhosa, zulu)

Vietnamita:
- Vietname

Xhosa:
- África do Sul (com africâner, inglês, andebele meridional, Sotho setentrional, Sotho, suázi, Tsonga, Tswana, Venda, zulu)

Zulu:
- África do Sul (com africâner, inglês, andebele meridional, Sotho setentrional, Sotho, Swazi, Tsonga, Tswana, Venda, Xhosa)

## Línguas oficiais de estados, províncias e regiões não independentes
A B C D E F G H I O R S T U Z

Albanês:
- Parte da Sérvia
  - Cossovo

Alemão:
- parte da Itália
  - Tirol do Sul (com italiano)
- Suíça (com francês, italiano e reto-romance)
  - 17 dos 26 cantões (monolinguisticamente alemães)
  - Grisões (com italiano e reto-romance)
  - Berna, Friburgo, Valais (com francês)

Aranês (ver Occitano)
Assamês:
- Parte da Índia
  - Assão

Basco:
- País Basco (com espanhol)
- Navarra (com espanhol)

Bengali:
- Parte da Índia
  - Tripurá
  - Bengala Ocidental

Cantonês:
- Hong Kong (falado de facto, junto com com inglês e mandarim)
- Macau (falado de facto, com português e mandarim)

Catalão:
- partes de Espanha (com espanhol)
  - Ilhas Baleares
  - Catalunha
  - Comunidade Valenciana (aqui chamada língua valenciana)
- parte de Itália (com italiano)
  - cidade de Alghero (L'Alguer em catalão)

Cazaque:
- parte da República Popular da China
  - Prefeitura autónoma cazaque de Ili, com chinês (mandarim)
  - Condado autónomo cazaque de Barkol, com chinês (mandarim)
  - Condado autónomo cazaque de Mori, com chinês (mandarim)

Chipewyan:
- Territórios do Noroeste, no Canadá (com cree, dogrib, inglês, francês, gwich'in, Inuinnaqtun, inuktitut, Inuvialuktun,  e slavey)

Coreano:
- parte da República Popular da China
  - Prefeituras autónomas de Changbai e Yanbian, com chinês (mandarim)

Cree:
- Territórios do Noroeste, no Canadá (com chipewyan, dogrib, inglês, francês, gwich'in, Inuinnaqtun, inuktitut Inuvialuktun e slavey)

Croata
- alguns municípios da Áustria (com alemão)
- parte da Sérvia
  - Voivodina (com sérvio, húngaro, romeno, eslovaco e ruteno)
- parte da Itália
  - Molise (estatuto possivelmente menor)
- parte da Roménia
  - Caraș-Severin (distrito) (estatuto possivelmente menor)
- parte da Montenegro
  - Bocas de Cattaro (estatuto possivelmente menor)

Dogrib:
- Territórios do Noroeste, no Canadá (com chipewyan, cree, , inglês, francês, gwich'in, Inuinnaqtun, inuktitut, Inuvialuktun e slavey)

Eslovaco
- parte da Sérvia
  - Voivodina (com croata, sérvio, húngaro, romeno e ruteno)

Esloveno:
- parte da Itália
  - Friuli-Venezia Giulia (com italiano)
- parte da Áustria
  - Caríntia (com alemão)

Espanhol:
- parte dos Estados Unidos
  - Califórnia
  - Novo México (co-oficial com inglês)
  - Porto Rico (com inglês)
  - Texas

Francês:
- Parte do Canadá (na federação, com inglês)
  - Nova Brunswick (com inglês)
  - Quebeque
  - Nunavut (com inglês, inuktitut e inuvialuktun)
  - Territórios do Noroeste, no Canadá (com chipewyan, cree, dogrib, inglês, gwich'in, Inuinnaqtun, inuktitut, Inuvialuktun e slavey)
  - Yukon (com inglês)
- parte dos Estados Unidos
  - Luisiana (com inglês)
  - Maine
- parte da Itália
  - Valle d'Aosta (com italiano)
- Parte da Suíça (com alemão, italiano e reto-romance)
  - Genebra
  - Vaud
  - Valais
  - Jura
  - Neuchâtel
  - Friburgo, Berna (com alemão)

Galego:
- Galiza (com espanhol)

 NOTA: Se o galego é, de facto, uma língua separada ou um dialeto da língua portuguesa é objeto de discussão entre os linguistas.
Groenlandês:
- Groenlândia

Gujarati:
- parte da Índia (com inglês e híndi)
  - Dadrá e Nagar-Aveli
  - Damão e Diu
  - Gujarate

Gwich'in:
- Territórios do Noroeste, no Canadá (com chipewyan, cree, dogrib, inglês, francês, Inuinnaqtun, inuktitut, Inuvialuktun e slavey)

Havaiano:
- Havaí (co-oficial com o inglês)

Húngaro:
- parte da Sérvia
  - Voivodina (com croata, sérvio, romeno, eslovaco e ruteno)

Hunsrückisch
- Brasil
  - Antônio Carlos (Santa Catarina)

Iídiche:
- Parte da Rússia
  - Oblast Autônomo Judaico

Inglês:
- parte do Canadá (na federação com francês)
  - Nova Brunswick (com francês)
  - Nova Escócia (com francês)
  - Nunavut (com francês, Inuinnaqtun, inuktitut e inuvialuktun)
  - Territórios do Noroeste (com chipewyan, cree, dogrib, francês, gwich'in, Inuinnaqtun, Inuvialuktun, unuktitut e slavey)
  - Yukon (com francês)
- parte da República Popular da China
  - Hong Kong (com chinês)
- partes dos Estados Unidos: o governo federal norte-americano não pode declarar uma língua como oficial em todo o território, devido a questões federativas. A língua oficial é decidida pela maioria dos estados que têm uma língua oficial declarada; o inglês é a primeira língua da maioria da população e está consagrada pelo costume. O inglês é língua oficial nos seguintes estados e territórios:
  - Alabama
  - Alasca
  - Arcansas
  - Califórnia
  - Colorado
  - Florida
  - Geórgia
  - Havai (com havaiano)
  - Ilhas Virgens Americanas
  - Illinois
  - Indiana
  - Iowa
  - Kentucky
  - Luisiana (com francês)
  - Massachusetts
  - Mississippi
  - Missouri
  - Montana
  - Nebrasca
  - Nova Hampshire
  - Novo México (com espanhol)
  - Carolina do Norte
  - Carolina do Sul
  - Dacota do Norte
  - Dacota do Sul
  - Tennessee
  - Utah
  - Virgínia
  - Virgínia Ocidental
  - Wyoming

Inuinnaqtun:
- Territórios do Noroeste, no Canadá (com chipewyan, cree, dogrib, inglês, francês, gwich'in, Inuktitut, Inuvialuktune slavey)

Inuvialuktun:
- Nunavut (com inglês, francês, e Inuktitut)
- Territórios do Noroeste (incluso no Inuktitut; com chipewyan, cree, dogrib, inglês, francês, gwich'in, Inuinnaqtun e slavey)

Kokborok:
- parte da India
  - Tripurá (com bengali)

Mongol:
- parte da República Popular da China
  - Mongolia Interior, com chinês (mandarim)
  - Haixi, com tibetano e chinês (mandarim)
  - Bortala, com chinês (mandarim)
  - Bayin'gholin, com chinês (mandarim)
  - Dorbod, com chinês (mandarim)
  - Qian Gorlos, com chinês (mandarim)
  - Harqin Left Wing Mongol Autônoma Condado, com chinês (mandarim)
  - Fuxin, com chinês (mandarim)
  - Weichang, com chinês (mandarim)
  - Subei, com chinês (mandarim)
  - Henan, com chinês (mandarim)

Occitano (aranês):
- Val d'Aran (com catalão e espanhol)

Romeno:
- parte da Grécia
  - Monte Atos
- parte da Sérvia
  - Voivodina (com croata, sérvio, húngaro, eslovaco e ruteno)

Ruteno:
- Voivodina (com croata, sérvio, húngaro, eslovaco e ruteno)

Lapão:
- Finlândia (em quatro municipalidades)
- Noruega (em seis municipalidades)
- Suécia (em quatro municipalidades e arredores)

Slavey:
- Territórios do Noroeste, no Canadá (com chipewyan, cree, dogrib, inglês, francês, gwich'in, Inuinnaqtun, inuktitut e Inuvialuktun)

Sueco:
- parte da Finlândia (com finlandês)
  - Alanda (monolingüe em sueco) (província autônoma sob soberania finlandesa)

Taitiano:
- Polinésia Francesa (com francês)

Tâmil:
- Parte da Índia
  - Pondicheri
  - Tâmil Nadu

Tibetano:
- Tibete (com chinês mandarim)
- Aba (com chinês mandarim)
- Garzê (com chinês mandarim)
- Diqing (com chinês mandarim)
- Wenshan (com chinês mandarim)
- Gannan (com chinês mandarim)
- Haibai (com chinês mandarim)
- Hainan (com chinês mandarim)
- Huangnan (com chinês mandarim)
- Golog (com chinês mandarim)
- Gyêgu (com chinês mandarim)
- Haixi (com mongol e chinês mandarim)
- Muli (com chinês mandarim)
- Tianzhu (com chinês mandarim)

Telugu:
- Parte da Índia
  - Andra Pradexe

Uigur:
- Sinquião (com chinês mandarim)

Urdu:
- Parte da Índia
  - Jamu e Caxemira

Zhuang:
- Guangxi (com chinês mandarim)
- Lianshan (com chinês mandarim)